# Hato-Mera
Hato-Mera (Hatomera, Hatumera) ist eine osttimoresische Aldeia im Suco Ainaro (Verwaltungsamt Ainaro, Gemeinde Ainaro). 2015 lebten in der Aldeia 860 Menschen.
Die Aldeia Hato-Mera liegt im Norden des Sucos Ainaro. Nordwestlich befindet sich die Aldeia Teliga, nordöstlich die Aldeia Nugufú und südöstlich die Aldeias Ainaro und Lugatú. Im Südwesten grenzt Hato-Mera an den Suco Mau-Ulo. Hato-Mera, die einzige Siedlung der Aldeia liegt im Nordosten auf einer Meereshöhe von 1027 m. Im Ort befindet sich eine Grundschule.

## Persönlichkeiten
- Jacob Xavier (1936 oder 1938 –2012), Politiker geboren in Hato-Mera